# Bydgoszcz
Bydgoszcz (njemački: Bromberg, hrvatski: Bidgošč) je grad na sjeveru Poljske, upravno, kulturno, gospodarsko i prometno središte Kujavsko-pomeranskog vojvodstva.
Grad je poznat kao domaćin više europskih atletskih prvenstava.

## Šport
- Zawisza Bydgoszcz (nogomet)
- Astoria Bydgoszcz (košarka)
- AZS Bydgoszcz (rukomet)
- Chemik Bydgoszcz (odbojka)
- Polonia Bydgoszcz (speedway)

## Vanjske poveznice
- Službena stranica